# Figari Sud-Corse repülőtér
A Figari Sud-Corse repülőtér (IATA: FSC, ICAO: LFKF) Franciaország egyik nemzetközi repülőtere, amely Figari közelében található Korzika szigetén. Éves utasforgalma 907 102 fő (2022).

## Futópályák
A repülőtér futópályái:
- 05/23 (2480 m, 45 m, aszfalt)

## Légitársaságok és úticélok
| Légitársaság                  | Célállomások |
| ----------------------------- | --- |
| Air Corsica                   | Marseille, Nizza, Párizs–Orly Szezonális: Charleroi, Lyon, Toulouse                                                   |
| Air France                    | Szezonális: Párizs–Orly, Strasbourg                                                                                   |
| Air France Hop                | Szezonális: Bordeaux, Caen, Clermont-Ferrand, Metz/Nancy, Nantes, Párizs–Charles de Gaulle, Quimper, Rennes, Toulouse |
| British Airways               | Szezonális: London–Heathrow                                                                                           |
| easyJet                       | Szezonális: Basel/Mulhouse, Bordeaux, Genf, London–Gatwick, Lyon, Nantes, Párizs–Charles de Gaulle, Toulouse          |
| Edelweiss Air                 | Szezonális: Zürich |
| Luxair                        | Szezonális: Luxembourg                                                                                                |
| Ryanair                       | Szezonális: Beauvais, Charleroi                                                                                       |
| Swiss International Air Lines | Szezonális: Zurich |
| Transavia                     | Szezonális: Brest, Montpellier                                                                                        |
| Volotea                       | Szezonális: Bordeaux, Lille, Lyon, Montpellier, Nantes, Párizs–Charles de Gaulle, Rennes, Strasbourg, Toulouse        |

## Forgalom
Az utasforgalom az elmúlt években az alábbi módon változott:
| Utasok száma | 220 479 | 297 966 | 298 114 | 266 231 | 370 926 | 444 021 | 504 497 | 639 916 | 748 652 | 907 102 |
|              | 1997    | 2000    | 2003    | 2005    | 2008    | 2011    | 2014    | 2016    | 2019    | 2022    |